# Lavrentij Alexejevič Zagoskin
Lavrentij Alexejevič Zagoskin (rusky Лаврентий Алексеевич Загоскин; 21. květnajul./ 2. června 1808greg. Nikolajevka – 22. lednajul./ 3. února 1890greg. Rjazaň) byl ruský námořní důstojník ve službách Rusko-americké společnosti a průzkumník Aljašky, Aleutských ostrovů a severní Kalifornie.

## Život

### Mládí
Narodil se 21. května 1808 ve vesnici Nikolajevka v Penzenské oblasti do šlechtické rodiny. Jeho otec krátce před jeho narozením odešel v hodnosti majora ruské armády do výslužby a žil na rodinném statku, který patřil jeho staršímu bratrovi. Dětství budoucího cestovatele proběhlo mezi prostými mužiky, kteří si uchovávali vzpomínku na Pugačovovo povstání a rádi o něm Zagoskinovi vyprávěli. Matka mu zemřela, když mu bylo jen pět let. Od malička ho vzdělávala domácí učitelka, která ho učila čtení, psaní, gramatiku, aritmetiku a to jak v ruštině tak ve francouzštině. Ačkoliv Nikolajevka byla daleko od moře, od dětství to Zagoskina lákalo k moři a proto v roce 1820 odešel studovat do přípravného kurzu na námořní internátní škole D. A. Sorokina. Od roku 1822 do roku 1826 studoval v Petrohradě v Námořním kadetském sboru. Jako kadet se zúčastnil výcvikových plaveb Finským zálivem, do Lubeku, k pobřeží Anglie a do Severního moře.

### První roky na moři
Jako první místo služby si Zagoskin vybral Kaspické moře, kde začal v roce 1827 jako námořní kadet sloužit na lodi Maria. Plavil se převážně mezi Astrachaní a Baku. Na Kaspickém moři strávil osm let. Několikrát se plavil podél Kury a během Rusko-perské války zajišťoval zásoby pro zakavkazské jednotky. Krátce byl pobočníkem vrchního velitele astrachaňského přístavu. V roce 1832 byl povýšen na poručíka.
30. ledna 1835 byl Zagoskin degradován. Dochovaný služební záznam udává, že k degradaci došlo "kvůli nedodržení správného řádu služby, který byl příčinou požáru lodi Araks, která byla pod jeho velením." Zagoskin opustil Kaspické moře a začal sloužit v Baltském moři, kde ho 6. dubna 1835 zastihla zpráva, že mu je vrácena zpět bývalá hodnost poručíka. Plavil se na fregatě Castor, která měla za úkol studovat přístupy k baltským přístavům a kotvištím. Na palubě lodi zvládl napsat i své první literární dílo – esej Vzpomínky na Kaspické moře, která byla publikována v časopise Syn vlasti v březnu 1836.
Do roku 1838 se plavil Zagoskin po Baltském moři a nebo trávil "šedé nudné dny v Kronštadtu", jak si poznamenal ve svém deníku. Pečlivě četl knihy o ruských námořnících z celého světa a byl rozčarován stavem ruských lodí v Baltském moři. Lodě nebyly opravovány, pozornost byla věnována pouze přehlídkám námořníků. Nejschopnější námořníci v tuto dobu svou jedinou šanci viděli ve službách Rusko-americké společnosti.

### Začátky u Rusko-americké společnosti (RAC)
8. prosince 1838 povolil náčelník Hlavního námořního štábu poručíku Lavrentiji Zagoskinovi, aby vstoupil do služeb Rusko-americké společnosti (RAC). 30. prosince 1838 opustil Zagoskin Petrohrad a vydal se na cestu přes celé Rusko do Ameriky. Na několik dní navštívil Penzu a pak pokračoval do Jakutska a z něho do Ochotsku, kam se dostal 6. července 1839.
9. července 1839 dostal velení na své první brize, kde na palubě bylo 55 členů posádky, zboží za 100 tisíc rublů a proviant na dva a půl měsíce. Teprve 14. srpna bylo možno vyplout z Ochotsku, čekalo se na příznivý vítr. Cesta přes Velký oceán trvala dva měsíce. 6. října 1839 se briga dostala k Novoarchangelsku, rezidenci hlavního správce RAC.
První dva roky ve službách RAC strávil Zagoskin na moři. V roce 1840 velel brize Bajkal, která plula z Novoarchangelsku do Ochotsku a hned zase zpět. V roce 1841 byl pověřen velením korvety Jelena, která dříve absolvovala tři plavby kolem světa. Zagoskin plul do Kalifornie do ruské osady Fort Ross. Byly to poslední měsíce existence ruského osídlení v Kalifornii. Carská vláda se rozhodla k prodeji pevnosti a země kolem ní. Zagoskin byl posledním ruským mořeplavcem, který mapoval pobřeží Kalifornie.

### Expedice na Aljašku (1842–1844)
Na jaře 1842 dostal Zagoskin od hlavního správce RAC za úkol připravit expedici do vnitrozemí Aljašky. Zagoskin byl pověřen, aby zjistil cesty, kterými se kožešiny vyvážely z nitra Aljašky pro směnný obchod s Čukči.

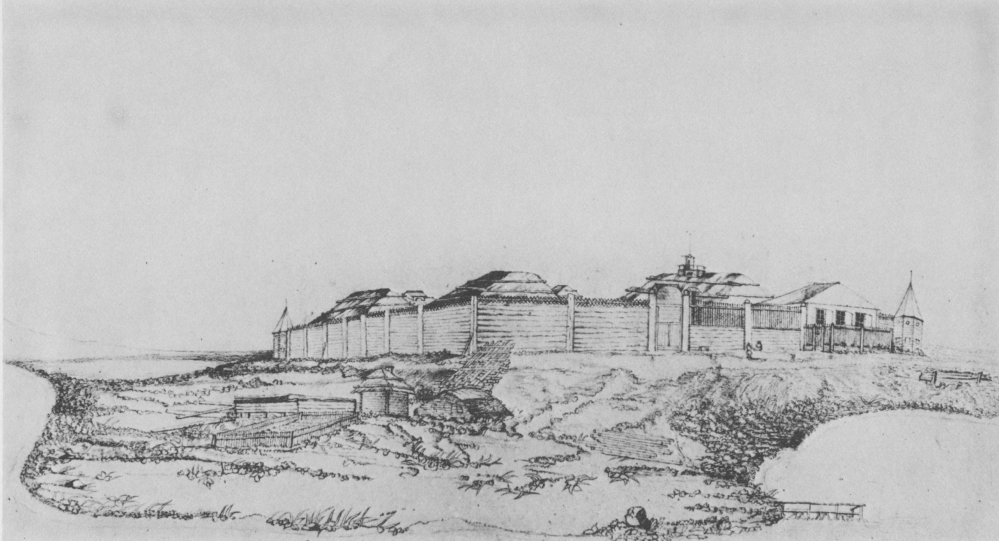
Michajlovská pevnůstka v roce 1843

4. května 1842 vyplul Zagoskin na lodi Ochotsk z Novoarchangelsku a během dvou měsíců plavby prozkoumal Šumaginské ostrovy, Unalasku a Pribylovy ostrovy a dorazil do Michajlovské pevnůstky na pevnině. Seznámil se se stavem pevnůstky a rozhodl se pokračovat v cestě pouze na kajaku, aby se lépe dostal do vnitrozemí Aljašky. Plavil se na kajaku podél pobřeží Nortonova zálivu na sever, k ústí řeky Unalaklit. Plavba trvala skoro dva týdny. Pak se vrátil do Michajlovské pevnůstky, kde se čtyři měsíce připravoval na cestu do vnitrozemí. Vyptával se lovců kožešin na cestu, sepisoval informace o životě ruských osadníků a okolních domorodých kmenů, změřil výšku přílivu a odlivu, shromáždil vzorky hornin a rostlin, zaznamenal údaje o počtu ryb v okolí, ptactvu, lezl do hlubokých studní a zkoumal vrstvy permafrostu. Každý den prováděl meteorologické pozorování. Zabýval se rozvojem zemědělství na pevnině, zapisoval si ceny zboží při výměně s domorodci. Navštívil 38 domorodých vesnic, kde si zapisoval zvyky, příběhy a vzpomínky.
4. prosince 1842 se Zagoskinova expedice vydala z Michajlovské pevnůstky podél mořského pobřeží k ústí řeky Unalaklit. Ačkoliv teplota klesla na minus 30 °C, vydal se se psím spřežením podél zamrzlé řeky Unalaklit do vnitrozemí k ruské osadě Nulato, kam dorazil 15. ledna 1843. Zmapoval dolní tok řeky Kuskokwim. Přešel se psím spřežením horský hřeben oddělující řeku Yukon od Nortonova zálivu. V roce 1843 prozkoumal dolní tok Yukonu a měřil jeho hloubku. Dospěl až k soutoku s Tananou. Jeden rok, šest měsíců a šestnáct dní zkoumal Zagoskin pěšky a v kožených člunech vnitrozemí Aljašky, celkem urazil 5 000 mil.
5. srpna 1844 opustil Michajlovskou pevnůstku a 26. září 1844 dorazil do Novoarchangelsku. Celou zimu věnoval sepisování svých studií, třídění sbírek, sestavování podrobných zpráv a návrhů hlavnímu správci RAC. Podal první podrobný geografický popis aljašského vnitrozemí. Doba platnosti služební smlouvy s RAC mu již dávno vypršela a proto se Zagoskin rozhodl opustit Ameriku.
Na konci roku 1845 se po šestileté nepřítomnosti Zagoskin vrátil zpět do Petrohradu.

### Závěr života
25. ledna 1846 obdržel Zagoskin za svůj výzkum Aljašky Řád sv. Anny 3. stupně. 12. ledna 1848 byl zvolen řádným členem Ruské geografické společnosti.
Od roku 1849 byl lesním inspektorem v Moskevské provincii. Později opustil službu a usadil se vesnici Abakumovo v Rjazaňské oblasti, kde jeho manželka zdědila malý majetek. Když vypukla krymská válka stal se majorem rjazaňské milice a sloužil u Charkova a následně budoval opevnění poblíž Mykolajivu. Po válce se vrátil zpět do Abakumova.
Prodej Aljašky v roce 1867 mu přinesl obrovský šok a zklamání. Rozdal ruským muzeím a institucím své nashromážděné sbírky z Aljašky.
V roce 1884 se přestěhoval do Rjazaně a podílel se na úřednické práci Rjazaňské vědecké archivní komise.
Zemřel v roce 1890 a byl pohřben poblíž zdi Rjazaňského Kremlu.

## Galerie

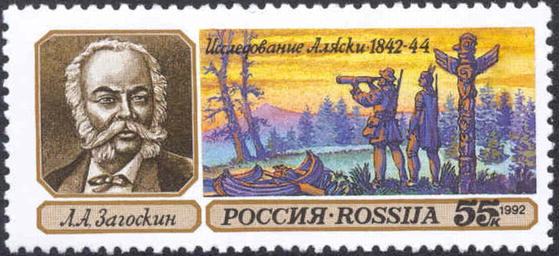
Ruská známka z roku 1992 připomínající Zagoskina a 150 let od začátku jeho cesty
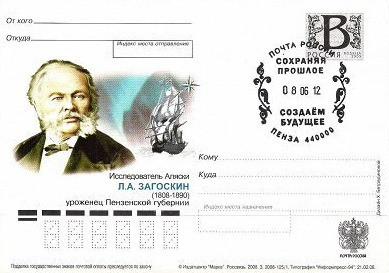
Ruská pohlednice k výročí 200. let od narození Zagoskina
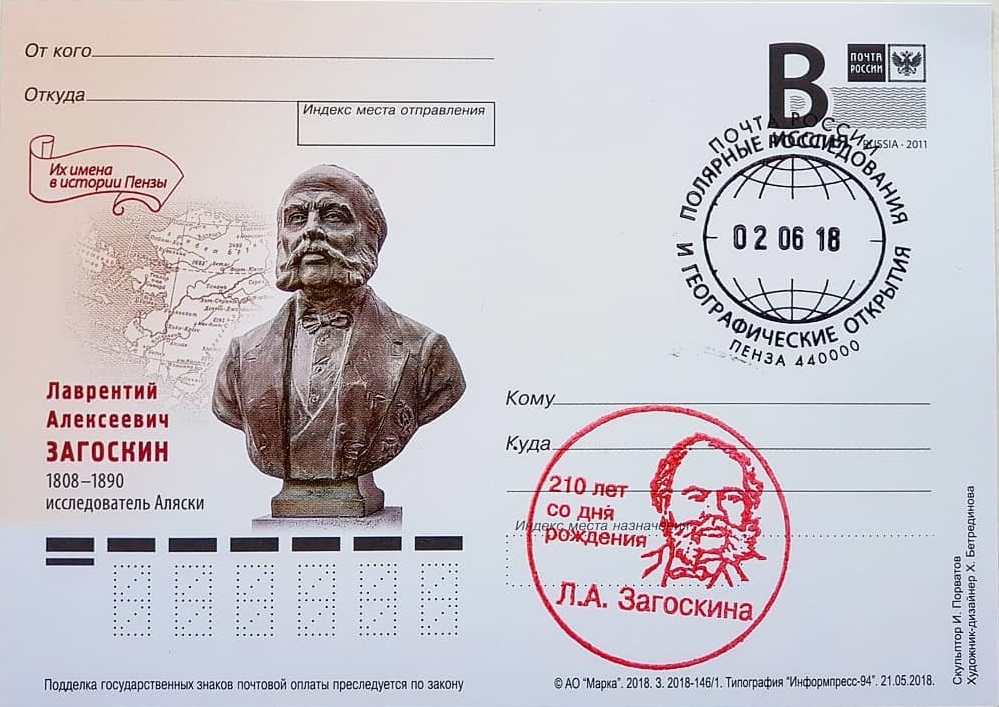
Ruská pohlednice k výročí 210. let od narození Zagoskina